# 美国伊利诺伊东区联邦地区法院
美国伊利诺伊东区联邦地区法院（引用时缩写为E.D. Ill.）是美国伊利诺伊州的一个已废除的联邦地区法院。该法院是通过 33 Stat. 992 于1905年3月3日建立。
1978年10月2日，伊利诺伊境内的联邦法院管辖区进行了调整，分为中区、南区、北区。东区的13个法官被分到了北区，2个分到了中区，2个去了南区。